# Entedonomphale nubilipennis
Entedonomphale nubilipennis är en stekelart som först beskrevs av Williams 1916.  Entedonomphale nubilipennis ingår i släktet Entedonomphale och familjen finglanssteklar. Inga underarter finns listade i Catalogue of Life.